# マーク・ヘイトリー
マーク・ウェイン・ヘイトリー（Mark Wayne Hateley, 1961年11月7日 - ）は、イングランド・マージーサイド州ワラジー出身の元サッカー選手、元イングランド代表。現役時代のポジションはセンターフォワード。ハル・シティAFC時代に選手兼監督として指導者経験を持つ。

## 経歴

### クラブ
マージーサイド州ワラジーに生まれたヘイトリーは、キャリアを始めた1部のコヴェントリー・シティFCで90試合以上に出場した後、1983年夏に移籍金19万ポンドで2部のポーツマスFCと契約し、1983-84シーズンのリーグ戦で22得点を記録した。
1984年に移籍金100万ポンドで契約したイタリア1部のACミランでは、同胞のレイ・ウィルキンス、ルーサー・ブリセット（en）と共にプレーすることになった。しかし、この時代のチームは過去6季で2度の2部降格する（1度目の降格は不祥事）低迷期にあったためにタイトルを獲得することはなく、ヘイトリー自身も大活躍とはいかなかったものの、出場5試合目の10月28日にインテルナツィオナーレ・ミラノとのミラノダービーで決勝点を挙げたこともあって記憶に残る選手となった。なお、ミランでの最初の試合では頭突きにより退場している。
1987年から3季在籍したフランス1部のASモナコでは、アーセン・ヴェンゲル新監督の下で同胞のグレン・ホドルと共にチーム史上5度目のリーグ優勝に貢献した。1990年夏にスコットランド1部のレンジャーズFCと契約。レンジャーズのグレアム・スーネス監督は、ミランに在籍する1986年からアイブロックス・スタジアムに連れていこうと模索していた。加入当初はミランでの3季によってファンから能力を疑問視されており、決して歓迎されていなかったものの、1季目の1990-91シーズンにリーグ優勝がかかったアバディーンFC戦で2得点を挙げる活躍からファンの疑念を払拭することに成功して以降は、アリー・マッコイスト（en）と強力なコンビを築き上げて公式戦222試合115得点を記録。リーグ5連覇を始めとした数々のタイトル獲得に貢献し、1993-94シーズンには、22得点を挙げて得点王のタイトルを獲得すると共にイングランド人として初のスコットランド・サッカー記者協会年間最優秀選手賞に輝いた。また、イギリス勢同士の対戦となったUEFAチャンピオンズリーグ 1992-93のプレミアリーグ王者リーズ・ユナイテッドAFC戦では、エランド・ロードでの第2戦で試合早々にボレーで25ヤードの距離から先制点を挙げると、後半に完璧なクロスで相棒マッコイストの得点をアシストして勝利に貢献したことは語り草となっている。
1995年9月に移籍金150万ポンドで元同僚ウィルキンスが指揮するクイーンズ・パーク・レンジャーズFCと契約したが、膝と足首の負傷の影響から調子を落としたこともあり結果を残せず、チームは加入1季目に2部へと降格したことも相まってファンと自身の双方にとって最悪の移籍となった。翌1996-97シーズン途中には、1部のリーズ・ユナイテッドAFCへ短期の期限付き移籍をしたものの、6試合0得点に終わっている。
1997年初頭に古巣レンジャーズが9連覇を狙う中、最大のライバルであるセルティックFCとのオールドファーム前に相次ぐFW陣の負傷離脱により前線の駒不足に陥ったことでウォルター・スミス監督の希望により、移籍金30万ポンドで再契約を締結することとなった。同試合は1-0で勝利を収めたものの、ヘイトリー自身は66分に相手GKのスチュワート・カー（en）に対して頭突きをしたことで退場となり、大局での不用意な行為によってチームから罰金処分が下された。最終的にチームは9連覇の偉業を達成したが、契約は更新されずに退団となったヘイトリーに対してスコットランドを始め数クラブからオファーが舞い込むも、それを断ってイングランドへ戻り、1997年7月16日に選手兼監督として4部のハル・シティAFCと契約した。当然のことながら昇格を目指していたが、チームは低迷し成功を収めることはなかった。
ハル・シティを解雇されてから1週間も経たない1998年11月14日にスコットランド2部のレイス・ローヴァーズFC（en）からオファーがなされ、本人もスコットランドでのプレーを望んでいたものの、ハル・シティからの補償が合意されるまで次のクラブへ移籍することが出来ずにいた。約10ヶ月の無所属期間を過ごした後、1999年9月に自由移籍でスコットランド3部のロス・カウンティFCと契約して2試合に出場した後、同月15日に解雇され、そのまま現役引退をした。

### 代表
U-21代表としては、1982年にUEFA U-21欧州選手権の予選ラウンドでデビューして2得点を挙げると、1984年の決勝トーナメント初戦ではU-21フランス相手に4得点を挙げて圧倒した。決勝のU-21スペインとの第1戦で肋骨を負傷したことで第2戦の出場が危ぶまれていたものの、得点を挙げて優勝に導いた。それと共に自身は6得点で得点王のタイトルを獲得し、さらに最優秀選手賞にも輝いた。
UEFA U-21欧州選手権閉幕から1ヶ月も経たない6月2日のソ連戦（0-2）でイングランドA代表を飾り、それから8日後のブラジル戦で初得点を挙げて以降、同年末まで6試合3得点を記録した。1992年のチェコスロバキアとの親善試合が32試合に出場した代表での最後の試合となった。

### 指導者
2度目のレンジャーズFC退団後、1997年7月から選手兼監督としてハル・シティAFCと契約し、1998年11月に成績不振で解雇されるまで指揮を執った。

### 私生活
ノッツ・カウンティFCを始め、アストン・ヴィラ、チェルシーFC、リヴァプールFCに在籍したストライカーのトニーを父に持ち、息子のトムもまたサッカー選手である。

## タイトル
クラブ
ASモナコ
- リーグ・アン : 1987-88

レンジャーズFC
- スコティッシュ・プレミアリーグ : 1990-91, 1991-92, 1992-93, 1993-94, 1994-95, 1997-98
- スコティッシュカップ : 1991-92, 1992-93
- スコティッシュリーグカップ : 1989-90, 1991-92, 1992-93

代表
イングランドU-21
- UEFA U-21欧州選手権 : 1984

個人
- UEFA U-21欧州選手権最優秀選手賞 : 1984
- UEFA U-21欧州選手権得点王 : 1984
- PFA年間ベストイレブン (2部) : 1983-84
- スコティッシュ・プレミアリーグ得点王 : 1993-94
- スコットランド・サッカー記者協会年間最優秀選手賞 : 1993-94
- スコットランドPFA年間最優秀選手賞 : 1993-94
- レンジャーズFC殿堂[8]